# يلي درق عليا
يلي درق عليا هي قرية في مقاطعة هشترود، إيران. عدد سكان هذه القرية هو 178 في سنة 2006.